# Crazy Little Thing Called Love
Crazy Little Thing Called Love är en låt av rockgruppen Queen, skriven av Freddie Mercury, 1979. Låten innehåller många influenser från Elvis Presley och återfinns på bandets åttonde studioalbum The Game. 5 oktober 1979 släpptes låten som singel och blev gruppens första etta på Billboard Hot 100, där den höll sig i fyra veckor i rad. Den andra blev Another One Bites the Dust. 
Brian May spelar i denna låt på en av Roger Taylors gitarrer. En Fender Telecaster genom en Mesa Boogie-förstärkare, vilket är sällsynt i Queens låtar.

## Låtskrivandet
Freddie Mercury skrev låten på gitarr medan han tog ett bad i München. Den ska enligt Mercury själv ha tagit 5–10 minuter att skriva.

## Medverkande
- Freddie Mercury - sång, akustisk gitarr
- Roger Taylor - trummor, kör
- John Deacon - bas
- Brian May - gitarr, kör